# Daniel Sharman
Daniel Andrew Sharman (Hackney, Londres, 25 de abril de 1986) é um ator britânico. Ele ficou conhecido mundialmente por interpretar o lobisomem beta "Isaac Lahey" da série de televisão "Teen Wolf" da MTV durante a  2ª temporada e a 3ª temporada, assim como suas participações especiais notórias no filme Imortais e na série de televisão The Originals da CW; outros dos seus créditos mais notáveis são nas séries  "Fear the Walking Dead" (em 2017), "Medici: Masters of Florence" (entre 2018 e 2019) e em "Cursed" (em 2020).

## Biografia
Nascido e criado no bairro inglês de Hackney, localizado na cidade de Londres na Inglaterra, ele é um cidadão britânico por nascimento. Ele é filho de Julie Sharman e de Nickolas "Nick" Sharman; e tem um irmão chamado Hugh Sharman; e também dois meio-irmãos gêmeos mais novos, um menino e uma menina.
Daniel Sharman torce para o time de futebol Arsenal. Além disso, o seu jogador de futebol do Arsenal favorito é Thierry Henry.

## Carreira
Sharman começou a atuar quando criança, aos nove anos de idade. Ele fez uma audição para a Royal Shakespeare Company e foi selecionado entre centenas de outras crianças. "Eu adorei", comentou sobre se aventurar nas artes dramáticas. "Entre Macbeth e Henrique VI, com todas as armaduras e sangue e tudo, foi simplesmente fantástico para um menino. Foi a melhor coisa do mundo". Daniel ficou na Royal Shakespeare Company por duas peças: The Park em 1995 (nove anos) e Macbeth, em 1996 (dez  anos). Ele também atuou na peça The Winslow Boy, em 2002, aos dezesseis anos.
Sharman frequentou o colégio interno particular Mill Hill, onde ele era conhecido como Dan Sharman, e também a Arts Educational Schools, ambas localizadas na cidade de Londres na Inglaterra. Durante seus anos de escola, atuou na peça Kvetch, que fez parte do conhecido Edinburgh Festival Fringe.
Durante três anos, de 2004 a 2007, ele estudou na famosa London Academy of Music and Dramatic Art (LAMDA), onde o Daniel Sharman obteve um diploma universitário de bacharel em artes.
Em 2011, aconteceu o primeiro papel de Daniel Sharman em um filme, foi no filme independente "The Last Days of Edgar Harding", no qual ele interpretou um músico. 
Em 2010, o Daniel Sharman foi escalado como "Ares", o deus grego da guerra, no filme de fantasia os Imortais, onde atua ao lado de nomes como Mickey Rourke, Kellan Lutz e Henry Cavill, entre outros; esse filme foi lançado em 2011. "Eu achei atuar no filme realmente difícil", admite de suas performances primeira tela. "Eu achei um pouco estranho e não natural. Então eu me tornei obcecado com a tentativa de acertar. Eu sou extremamente competitivo".
Em 2011, Daniel atuou no papel recorrente em dois episódios da série de televisão de "The Nine Lives of Chloe King", onde interpreta o "Zane".
Participou do filme para televisão "Starting Over", em 2007.
Entre 2012 e 2014, Sharman teve um papel recorrente como o lobisomem beta "Isaac Lahey" durante episódios da 2ª temporada e passou para o elenco regular durante a 3ª temporada da série de drama sobrenatural "Teen Wolf" da MTV; na trama é revelado que o personagem é um garoto que sofre com claustrofobia. Foi por causa da sua participação na série "Teen Wolf" que Sharman ficou bastante conhecido mundialmente e ganhou vários fãs.
Entre 2014 e 2015, atuou de forma recorrente na segunda temporada da série de televisão "The Originals" da emissora CW, onde aparece como o bruxo Kaleb Westphall, que está "controlado" pelo vampiro original Kol Mikaelson (interpretado originalmente por Nathaniel Buzolic); e acaba fazendo par romântico com uma das protagonistas: a bruxa Davina Claire (interpretada por Danielle Campbell).
Participou do curta-metragem Drone, como papel principal, que estreou em 27 de março de 2015.
Em 2017, participa do elenco principal da série "Fear the Walking Dead" como Troy Otto.
Entre 2018 e 2019, passou a fazer parte do elenco principal da serie de televisão "Medici: Masters of Florence", interpretando Lourenço de Médici.
Em 2020, participa do elenco principal da série "Cursed", uma produção original da Netflix.

## Relacionamentos
Entre fevereiro de 2012 até junho de 2013, durante as gravações da "3ª temporada de Teen Wolf" (da MTV), Daniel namorou com a atriz estadunidense Crystal Reed. Os dois se conheceram nos bastidores das gravações da série de televisão da MTV, e namoraram sendo fotografados várias vezes juntos em passeios românticos; após o término os dois seguiram bons amigos. 

## Filmografia
| Cinema    | Cinema                            | Cinema                             | Cinema                                                         |
| Ano       | Filme                             | Papel                              | Notas                                                          |
| --------- | --------------------------------- | ---------------------------------- | -------------------------------------------------------------- |
| 2011      | The Last Days of Edgar Harding    | Harry                              |                                                                |
| 2011      | Funny or Die's The Sexy Dark Ages | Ulric                              | Curta-metragem                                                 |
| 2011      | Imortais                          | Ares                               |                                                                |
| 2012      | The Collection                    | Basil                              |                                                                |
| 2015      | Drone                             | Matt Collier                       | Curta-metragem                                                 |
| 2015      | The Juilliard of Broken Dreams    | Jeffrey                            | Curta-metragem, também co-produtor                             |
| 2016      | Soon You Will Be Gone             | Jason                              | Curta-metragem, também co-produtor                             |
| 2016      | Albion: The Enchanted Stallion    | Lir                                |                                                                |
| Televisão |                                   |                                    |                                                                |
| Ano       | Título                            | Papel                              | Notas                                                          |
| 2003      | Judge John Deed                   | Andy Dobbs                         | 1 episódio                                                     |
| 2007      | Starting Over                     | Alexander Dewhurst                 | Filme para televisão                                           |
| 2009      | Lewis                             | Richard Scott/Shylock              | 1 episódio                                                     |
| 2011      | The Nine Lives of Chloe King      | Zane                               | 2 episódios                                                    |
| 2012-2014 | Teen Wolf                         | Isaac Lahey                        | Elenco recorrente (Temporada 2) Elenco principal (Temporada 3) |
| 2013      | When Calls the Heart              | Edward Montclair                   | Filme para televisão                                           |
| 2014-2015 | The Originals                     | Kaleb Westphall como Kol Mikaelson | Recorrente (Temporada 2)                                       |
| 2017      | Mercy Street                      | Lord Edward                        | 2 episódios                                                    |
| 2017-2023 | Fear the Walking Dead             | Troy Otto                          | Principal (Temporada 3 e 8)                                    |
| 2018-2019 | Medici: Masters of Florence       | Lourenço de Médici                 | Principal (Temporada 2 e 3)                                    |
| 2020      | Cursed                            | Weeping Monk                       | Elenco principal; original da Netflix                          |
| 2023      | A Town Called Malice              | Kelly Lord                         | Elenco principal; original da Sky Max                          |